# Mohamed Eldib
Mohamed Eldib (1979) es un deportista egipcio que compitió en levantamiento de potencia adaptado. Ganó dos medallas en los Juegos Paralímpicos de Verano, oro en Londres 2012 y oro en Río de Janeiro 2016.

## Palmarés internacional
| Juegos Paralímpicos | Juegos Paralímpicos     | Juegos Paralímpicos | Juegos Paralímpicos |
| Año                 | Lugar                   | Medalla             | Categoría           |
| ------------------- | ----------------------- | ------------------- | ------------------- |
| 2012                | Londres (Reino Unido)   | Medalla de oro      | –100 kg             |
| 2016                | Río de Janeiro (Brasil) | Medalla de oro      | –97 kg              |